# ورم نجمي شعري الخلايا
الورم النجمي شعري الخلايا هو ورم دماغي يشيع حدوثه لدى الأطفال والشباب (في أول 20 عامًا من الحياة). عادةً ما ينشأ في المخيخ، بالقرب من جذع الدماغ، في منطقة تحت المهاد، أو التصالبة البصرية، لكنه قد يحدث في أي منطقة توجد فيها الخلايا النجمية، بما في ذلك نصفي الكرة المخية والحبل الشوكي. عادةً ما تكون هذه الأورام بطيئة النمو وحميدة. ترتبط الأورام بتشكيل كيسة واحدة أو أكثر، وقد تصبح كبيرة جدًا.
غالبًا ما تكون الأورام النجمية شعرية الخلايا كيسية، وإذا كانت صلبة، تكون محددة بشكل جيد. يمكن رؤيتها بسهولة بالتصوير المقطعي المحوسب والتصوير بالرنين المغناطيسي.
يرتبط الورم النجمي شعري الخلايا اليفعي بالورم الليفي العصبي من النوع الأول، يمكن رؤيته بسهولة بالتصوير المقطعي المحوسب والتصوير بالرنين المغناطيسي. تعد الأورام الدبقية البصرية من أكثر الأورام التي تصادف في المرضى الذين يعانون من هذا الاضطراب. تملك معظم الأورام النجمية شعرية الخلايا جين الاندماج KIAA1549L-BRAF الفريد.

## العلامات والأعراض
قد تظهر لدى الأطفال المصابين بالورم النجمي شعري الخلايا أعراض مختلفة تشمل الفشل في النمو (ضعف اكتساب الوزن/ فقدان الوزن بشكل مناسب) والصداع والغثيان والتقيؤ والتهيج والصعر (انفتال العنق) وصعوبة تنسيق الحركات واضطرابات بصرية (بما في ذلك رأرأة). قد تختلف الاضطرابات بناءً على موقع الورم وحجمه. ترتبط الأعراض الأكثر شيوعًا بزيادة الضغط داخل الجمجمة بسبب حجم الورم.[بحاجة لمصدر]

## التشخيص
بشكل عام -اعتمادًا على مقابلة المريض وبعد الفحص السريري الذي يتضمن فحصًا عصبيًا وفحصًا عينيًا- يُجرى تصوير مقطعي محوسب و/أو تصوير بالرنين المغناطيسي. يمكن حقن صباغ خاص في الوريد قبل إجراء عمليات التصوير هذه لتوفير التباين وتسهيل عملية التعرف على الأورام. تكون الأورام مرئية بوضوح.
إذا عُثر على ورم، سيكون من الضروري أخذ خزعة منه من قبل جراح أعصاب. يتضمن هذا إزالة كمية صغيرة من الأنسجة الورمية، وتُرسل بعد ذلك إلى طبيب الأمراض العصبية لفحصها وتصنيفها. قد تؤخذ الخزعة قبل الاستئصال الجراحي للورم، أو يمكن أخذ العينة أثناء الجراحة.

## العلاج
أكثر أشكال العلاج شيوعًا هو إزالة الورم جراحيًا. ومع ذلك، غالبًا ما يكون الاستئصال الكلي غير ممكن. يمكن أن يعيق موقع الورم إمكانية الوصول إليه ما يؤدي إلى استئصال غير كامل أو معدوم. يسمح استئصال الورم عمومًا بالنجاة لسنوات عديدة من الناحية الوظيفية. على وجه الخصوص بالنسبة للأورام النجمية شعرية الخلايا (وهي عادةً أجسام خاملة قد لا تؤثر على الوظيفة العصبية)، قد يقرر الجراحون مراقبة تطور الأورام وتأجيل التدخل الجراحي لبعض الوقت. ومع ذلك، إذا تُركت هذه الأورام دون مراقبة، قد تخضع لتحولات ورمية.
إذا لم تكن الجراحة ممكنة، يمكن اقتراح العلاج الكيميائي أو الإشعاعي. ومع ذلك، قد تكون الآثار الجانبية لهذه العلاجات واسعة النطاق وطويلة الأمد.

### آثار جانبية
قد يعاني الأطفال المصابون بالورم النجمي شعري الخلايا المخيخي من آثار جانبية تتعلق بالورم نفسه اعتمادًا على موقعه وعلاجه.
- غالبًا ما تختفي الأعراض المرتبطة بزيادة الضغط في الدماغ بعد الاستئصال الجراحي للورم.
- تتحسن اضطرابات التنسيق والتوازن وقد تختفي تدريجيًا (ثم تختفي تمامًا) مع التعافي.
- غالبًا ما يُستخدم العلاج بالستيرويد للسيطرة على تورم الأنسجة الذي قد يحدث قبل وبعد الجراحة.
- قد يعاني الأطفال أيضًا من آثار جانبية طويلة الأمد بسبب نوع العلاج الذي قد يتلقونه.